# Долгополовка (Тывровский район)
Долгополовка (укр. Довгополівка) — село на Украине, находится в Тывровском районе Винницкой области.
Код КОАТУУ — 0524582801. Население по переписи 2001 года составляет 548 человек. Почтовый индекс — 23331. Телефонный код — 4355.
Занимает площадь 0,149 км².

## Адрес местного совета
23331, Винницкая область, Тывровский р-н, с. Долгополовка, ул. Первомайская, 31